# A Vida Privada do Camarada Mao
The Private Life of Chairman Mao: The Memoirs of Mao's Personal Physician (em português: A Vida Privada do Camarada Mao) é um livro de memórias escrito por Li Zhisui, um dos médicos do antigo líder chinês Mao Zedong, que foi publicado pela primeira vez em 1994. Li havia emigrado para os Estados Unidos nos anos após a morte de Mao. O livro descreve o tempo durante o qual Li era o médico de Mao, começando com o seu regresso à China após formação na Austrália, do princípio ao fim do ápice do poder de Mao até sua morte em 1976, incluindo os diversos detalhes da personalidade de Mao, inclinações sexuais, a política partidária e hábitos pessoais. A autenticidade dos relatos tem sido questionados por muitas pessoas, incluindo o professor Tai Hung-chao que traduziu o livro em inglês. Tai revelou que a editora, a Random House, colocou elementos mais sensacionalistas no livro do que aquilo que Li tinha fornecido, apesar dos protestos do próprio Li.
O livro foi bem recebido pela imprensa ocidental, com opiniões elogiando-o por ser corroborado por outras fontes e sendo detalhado, sobre uma perspectiva fly on the wall sobre a vida pessoal de Mao. O livro foi controverso e, finalmente, foi proibido na República Popular da China, com outros associados de Mao publicando refutações em língua chinesa na qual eles argumentaram que grande parte do livro foi fabricado pelo próprio Li e por seus tradutores de língua inglesa. O livro também foi criticado tanto por estudiosos orientais e ocidentais da China.